# Nobel (Münze)

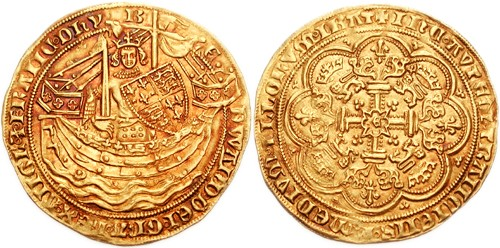
Vorder- und Rückseite eines unter dem englischen König Edward III. geprägten Nobel. Die Vorderseite dieses sogenannten Schiffsnobels zeigt das bekrönte Hüftbild des Königs mit Schwert und Schild in einem Schiff auf den Meereswellen. Die Rückseite zeigt einen Achtpass, in dessen Winkeln bekrönte Leoparden und in der Mitte des Kreuzes das Monogramm des Königs.

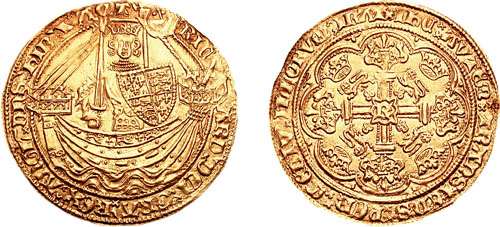
Vorder- und Rückseite eines unter dem englischen König Richard II. geprägten Nobel

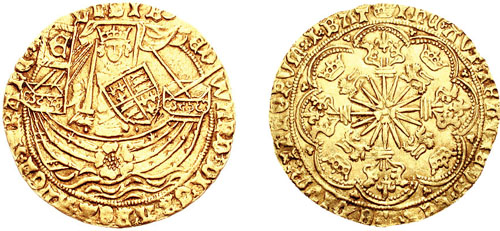
Vorder- und Rückseite eines unter dem englischen König Eduard IV. geprägten Nobel („Ryal“)

Nobel ist der Name einer im Jahr 1344 erstmals geprägten mittelalterlichen englischen Goldmünze, die sich bis Ende des 14. Jahrhunderts als Leitmünze im Nord- und Ostseehandel durchsetzte. Der Feingehalt des Nobel lag bei 995/1000, sein ursprüngliches Gewicht von 8,86 Gramm wurde bis 1411 auf 7,0 Gramm abgesenkt. Der Nennwert des Nobel lag bei 6 shillings und 8 pence (Halb- und Viertelnobel entsprechend).
Der Nobel wurde erstmals 1344 unter König Edward III. (1327–1377) zur Erinnerung an den Sieg über die französische Flotte in der Seeschlacht von Sluis (1340) ausgegeben. Aus diesem Grund zeigt die Vorderseite der Münze den König im Schiff auf den Meereswellen (sogenannter Schiffsnobel). Der Schiffsnobel löste den Florin, eine englische Goldmünze im Wert von 6 shillings ab, die nur im Jahr 1343 ausgegeben wurde.
Unter Edward IV. (1461–1483) wurde die Prägung des Schiffsnobels 1465 eingestellt und der sogenannte Rosennobel als neue Goldmünze in leicht abgeänderter Form ausgegeben. Er zeigt auf der Vorderseite als Anspielung auf das Haus York, das mit Edward IV. auf den englischen Thron kam, zusätzlich eine fünfblättrige Rose an der Seitenwand des Schiffes. Der Rosennobel wird auch als Ryal bezeichnet.
In England wurde der Nobel noch unter Elisabeth I. (1558–1603) geprägt. Auf dem Kontinent wurde er infolge seiner Beliebtheit als wertstabile Handelsmünze vor allem in den Burgundischen Niederlanden nachgeprägt. Seine weite Verbreitung in Westeuropa lässt sich unter anderem an dem Fakt ablesen, dass noch Ende des 17. Jahrhunderts Münzgewichte vom Typ des Rosennobels in kaum einer größeren Münzwaage fehlten.
Die Isle of Man gab ab 1983 eine Anlagemünze aus Platin in der Münzwährung Nobel heraus, den sogenannten Platin-Nobel. Ihr Nennwert entsprach jeweils der Stückelung. Bei einem Münzgewicht von einer Feinunze betrug der Nennwert One Noble (= Ein Nobel).